# Noord-Delhi
Noord-Delhi is een district van het Indiase Nationaal Hoofdstedelijk Territorium van Delhi. In 2001 telde het district 779.788 inwoners op een oppervlakte van 60 km². Bij een herindeling in 2012 werden de grenzen van Noord-Delhi echter sterk gewijzigd: terwijl een groot deel van Noordwest-Delhi bij het district werd gevoegd, werd het voormalige grondgebied van Noord-Delhi naar Centraal-Delhi overgeheveld.
Het district bestaat qua inwoneraantal voor ruim het grootste deel uit de gemeente Delhi.